# To była wojna okopów
To była wojna okopów (tytuł oryginału: C'était la guerre des tranchées) – francuski komiks autorstwa Jacques'a Tardiego, opublikowany pierwotnie w 1982 w odcinkach na łamach czasopisma "À Suivre", a w 1993 w formie indywidualnego albumu nakładem wydawnictwa Casterman. Polskie tłumaczenie ukazało się w 2014 nakładem wydawnictwa Centrala.

## Fabuła
Komiks składa się z serii anegdotycznych opowieści rozgrywających się w okopach I wojny światowej. Wiele z nich opiera się na historiach, które Tardi w dzieciństwie usłyszał o swoim dziadku – weteranie tej wojny. Historie koncentrują się na codziennych okropnościach i niesprawiedliwości, jakich doświadczali żołnierze. Komiks niesie wyraźnie antywojenny przekaz, co podkreślają realistycznie ukazane przez Tardiego postaci żołnierzy: tych, którzy przeżyli wojnę, lecz pozostali trwale okaleczeni fizycznie i psychicznie, oraz tych, którzy zginęli.

## Odbiór i nagrody
Komiks został bardzo pozytywnie przyjęty przez krytyków, czytelników i innych autorów komiksów, m.in. przez Arta Spiegelmana i Joego Sacco. Dziennikarz Paul Gravett włączył ją na "Listę 1001 komiksów, które trzeba przeczytać przed śmiercią". W 2011 komiks został nagrodzony Nagrodami Eisnera w kategoriach: "najlepsze dzieło oparte na faktach" i "najlepsze amerykańskie wydanie zagranicznego materiału". W tym samym roku komiks był nominowany do Nagrody Harveya w kategorii "najlepsze amerykańskie wydanie zagranicznego materiału".